# Студницин, Александр Александрович
Алекса́ндр Алекса́ндрович Студни́цын (1901—1987) — советский учёный и педагог в области дерматовенерологии, доктор медицинских наук (1953), профессор (1953). Заслуженный деятель науки РСФСР (1968).

## Биография
Родился 24 мая 1901 году в Москве.
С 1919 по 1924 год обучался во Втором Московском медицинском институте. С 1924 по 1943 год на клинической работе в Московских клиниках и на научно-исследовательской работе в Центральном и Свердловском НИИ кожно-венерологии, на педагогической работе в Свердловском медицинском институте и во Втором Московском медицинском институте.
С 1943 по 1953 год на педагогической работе в Первом Московском медицинском институте в должности ассистент кафедры кожных болезней. С 1953 по 1958 год вновь на педагогической работе во Втором Московском медицинском институте в должности доцента и профессора по кафедре кожных болезней. С 1958 по 1980 год на научно-исследовательской работе в Центральном научно-исследовательском кожно-венерологическом институте в должности — заместителя директора по научной работе, с 1980 по 1987 год профессор-консультант этого НИИ. Помимо основной работы являлся — главным дерматовенерологом Министерства здравоохранения СССР.

### Научно-педагогическая деятельность
Основная научно-педагогическая деятельность А. А. Студницина была связана с вопросами в области дерматовенерологии, занимался разработкой вопросов патогенеза и методов лечения кожных заболеваний у взрослых и детей. А. А. Студницин являлся членом Комитета экспертов Всемирной организации здравоохранения (ВОЗ, англ. World Health Organization, WHO), членом и председателем Экспертной комиссии ВАК СССР. С 1965 по 1980 год являлся членом Президиума Учёного совета Министерства здравоохранения СССР и председателем Всесоюзного общества дерматовенерологов.
В 1953 году защитил диссертацию на учёную степень доктор медицинских наук по теме: «Лечение сифилиса пенициллином в комбинации с лихорадкой», в 1953 году ему было присвоено учёное звание — профессор. Под руководством А. А. Студницина было написано более четырёхчот научных трудов, в том числе двадцати монографий. Он являлся редактором редакционного отдела «Дерматология и венерология» Большой медицинской энциклопедии.
Скончался 22 октября 1987 года в Москве, похоронен на Введенском кладбище.

## Награды
- Орден Ленина
- Орден Трудового Красного Знамени